# 騎兵衛隊路

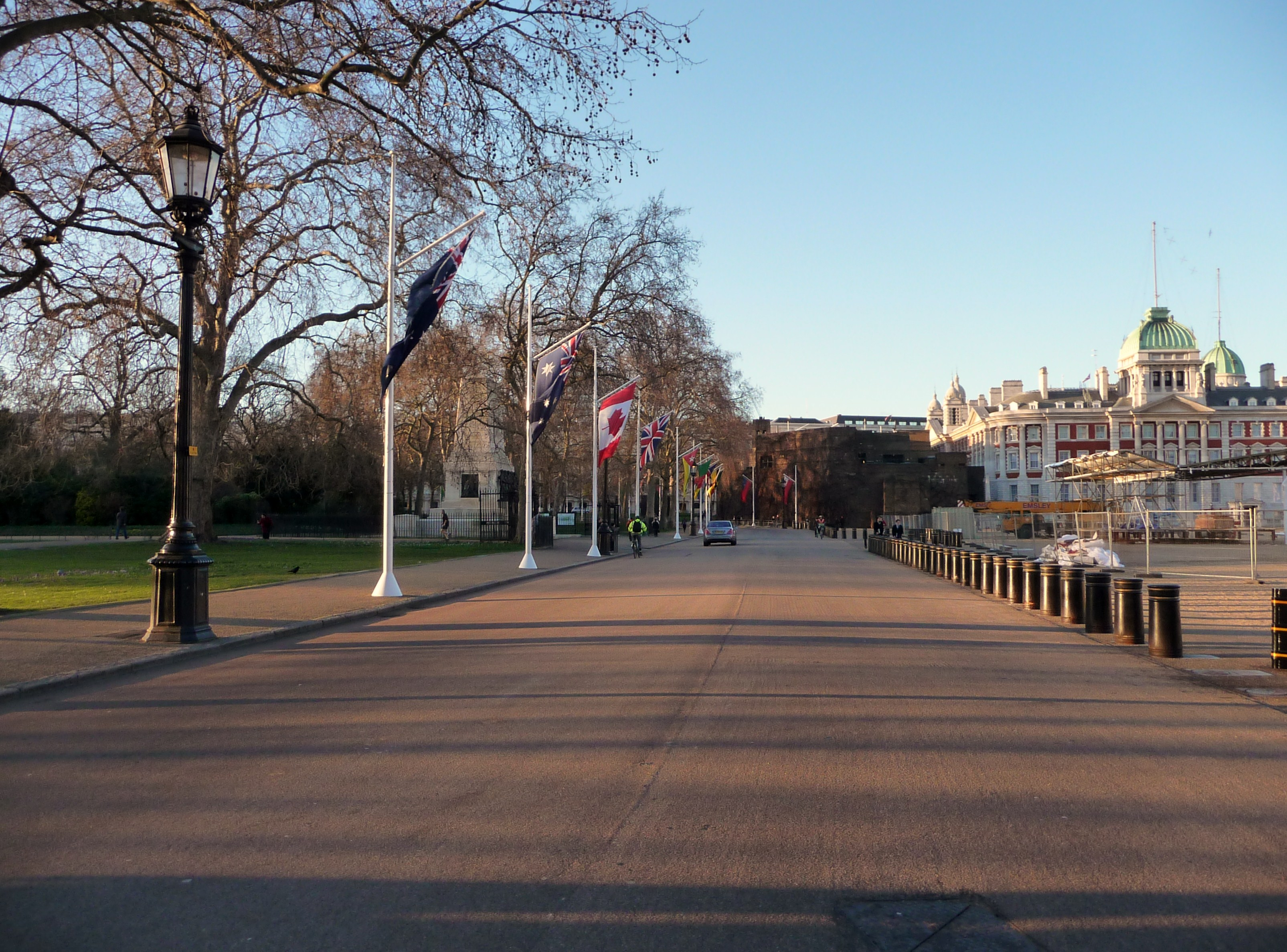

騎兵衛隊路（Horse Guards Road）是英國倫敦西敏市的一條道路，郵政編碼是SW1A 2HQ。這條道路北端起點是林蔭大道，幾乎和白廳及議會街（Parliament Street）平行，西側是聖詹姆士公園 。